# Chu Tuyên vương
Chu Tuyên Vương (chữ Hán: 周宣王; 846 TCN - 782 TCN) là vị quân chủ thứ 11 của nhà Chu trong lịch sử Trung Quốc. Ông trị vì tổng cộng 46 năm, từ năm 828 TCN đến năm 782 TCN. Ông kế vị sau 14 năm Chu Lệ vương lưu vong ở đất Di, kết thúc giai đoạn Chu Triệu cộng hòa không có quân chủ.
Sau khi kế vị, Tuyên vương trọng dụng Triệu Mục công, Doãn Cát Phủ, Trọng Sơn Phủ, Trình Bá Hưu Phụ, Quắc Văn công, Thân bá, Hàn hầu, Hiển Phụ, Nhưng Thúc các đại thần tài năng để khôi phục cơ nghiệp nhà Chu sau nhiều năm bị tàn phá bởi Lệ vương. Ông chấn chỉnh quân đội, chính trị, mang quân thảo phạt Hiểm Doãn, Tây Nhung, Hoài Di, nước Từ và nước Sở. Quốc lực nhà Chu khôi phục phần lớn, được sử xưng gọi là Tuyên vương trung hưng (宣王中兴).
Thế nhưng vào những năm cuối đời, Tuyên vương lạm dụng binh lực, dẫn đến đại bại trong trận Thiên mẫu chi chiến (千亩之战), rồi sát hại công thần, lạm dụng hình luật. Sử quan thời Minh đánh giá:"Chu Tuyên vương tuy bình Hoài Di, trong có Trọng Sơn Phủ, ngoài có Thân bá phò giúp, nhưng không thành thịnh thế, rồi bị lễ nhạc làm vơi đức, không cày tịch điền ở Thiên Mẫu, thua trận ở Thái Nguyên, giết Đỗ Bá, không nghe Quắc công khuyên ngăn, cho nên cái trung hưng không hoàn mĩ".

## Thân thế
Chu Tuyên vương tên thật là Cơ Tĩnh (姬靜). Ông là con trai của Chu Lệ vương, vị quân chủ thứ 10 của Triều đại nhà Chu. Mẹ ông là Vương hậu Thân Khương (申姜), công chúa nước Thân. Ngoài ra ông còn một em trai tức là Trịnh Hoàn công.

## Nương nhờ Triệu Công
Do vua cha Chu Lệ vương áp dụng chính sách bạo ngược và đàn áp dân chúng, năm 841 TCN, nhân dân nổi dậy chống lại triều đình, lật đổ Lệ Vương. Lệ Vương phải bỏ chạy đến đất Di.
Thái tử Cơ Tĩnh bị quân khởi nghĩa truy tìm. Trong cơn nguy cấp, Cơ Tĩnh trốn vào nhà đại thần Triệu Mục công. Quân khởi nghĩa nghe tin bèn đến vây nhà Triệu công đòi nộp thái tử. Triệu công bèn mang con mình ra thế mạng cho Cơ Tĩnh. Quân khởi nghĩa tưởng là thái tử, bèn giết chết con Triệu công. Cơ Tĩnh được thoát nạn. Nhân dân hả cơn tức, binh khởi nghĩa giải tán.
Chu Định công (周定公) và Triệu Mục công cùng nhau quản lý việc triều chính trong 14 năm, từ năm 841 TCN đến năm 828 TCN, gọi là thời kỳ Cộng Hòa. Trong 14 năm đó Cơ Tĩnh ẩn náu trong nhà Triệu công.
Năm 828 TCN, Chu Lệ vương qua đời. Thái tử Cơ Tĩnh được Triệu công lập lên nối ngôi, tức là Chu Tuyên vương.

## Chấn hưng đất nước
Sau nhiều năm loạn lạc, quốc lực nhà Chu đã suy yếu, dân chúng li tán. Chu Tuyên vương lên ngôi, cho trùng tu vương cung, yên định lòng dân, bãi bỏ binh đao, chú trọng lễ nhạc, trọng dụng các cựu thần như Triệu Mục công, Doãn Cát Phủ, Quắc Văn công, Hàn hầu, Trọng Sơn Phủ, Thân bá..., bình Hiểm Doãn, đánh Hoài Di, Tây Nhung. Từ đó thế nước lại hùng mạnh, uy thế thiên tử tạm thời được khôi phục, chư hầu lại triều kiến vua Chu. Sử sách gọi là Tuyên vương trung hưng.

## Xung đột ở biên cương
Tộc Hiểm Doãn (獫允) là một bộ tộc miền Bắc, từ thời Chu Lệ vương thường quấy nhiễu Trung Nguyên, từng đánh tới tận Hạo Kinh nhưng bị đẩy lui.
Năm 823 TCN, Hiểm Doãn lần nữa đánh Hạo Kinh, đóng quân ở Tiêu Hoạch (nay là Thiểm Tây), uy hiếp kinh đô. Tuyên vương sai Doãn Cát Phủ đem quân đi đánh, đánh thắng quân Hiểm Doãn, truy kích đến vùng Thái Nguyên (nay thuộc Cam Túc). Tuyên vương cho xây thành ngăn quân giặc.
Năm 816 TCN, ông sai Quắc Quý Tử Bạch đánh Hiểm Doãn, đánh bại quân Hiểm Doãn ở Lạc Thủy, chém 500 quân. Từ đó nhà Chu dẹp xong mối nguy phía Bắc.

## Đông chinh
Hoài Di (淮夷), còn xưng Hoàn Nam Di hay Nam Di, vốn là bộ tộc nhánh nam Đông Di, từ thời Chu Mục Vương thì bắt đầu cường thịnh, sau xâm nhập vào khu vực Y Thủy và Lạc Thủy. Thời Chu Lệ vương, Ngạc hầu liên quân với Hoài đánh nhà Chu. Chu Lệ vương sai Quắc công Trường Phụ chinh đánh, diệt nước Ngạc. Sau đó Hoài Di không thần　phục.
Năm 823 TCN, Chu Tuyên vương sai Doãn Cát Phủ đánh Hoài Di, ban lệnh Hoài Di khinh thường thiên tử, quấy nhiễu biên cương. Sau Hoài Di bỏ nộp cống, Tuyên vương Sai Triệu Mục công dẫn quân chinh phạt, liên minh với Tề, Kỉ, Lai đánh Hoài Di. Từ đó Hoài Di phải xin hòa và cống nộp đều đặn.
Nước Từ thời Tây Chu là cường quốc Đông Di, thường chống đối thiên tử. Chu Tuyên Vương sai khanh sĩ Nam Trọng (南仲) và thái sư Hoàng Phụ (皇父) đem quân đánh Từ. Vua Từ phải thần phục.
Nước Sở là nước xa lánh về phía đông, được vua Chu phong tước Tử. Tuy nhiên sau đó nước Sở bỏ triều cống. Chu Tuyên vương dùng nguyên lão trọng thần Phương Thúc (方叔) đem binh xa đánh Sở, giành chiến thắng. Tấn Mục hầu đem quân giúp, sau khi chiến thắng, Tuyên vương đem chiến lợi phẩm thu được tặng vua Tấn. Từ đó phía đông tạm yên.

## Phân phong chư hầu
Chu Tuyên vương sau khi lên ngôi, tiến hành phân phong chư hầu. Tuyên Vương phong Triệu Mục công tại đất Tạ (nay là Hà Nam), khai hoang lập ấp. Sau ông đem Thân bá dời sang đất Thử, lập nước Thân, Thân bá trở thành trọng thần của Chu thiên tử. Sau đó, Tuyên vương phong Hàn hầu ở Hàn Thành (nay là đông bắc Hà Bắc), kiến lập nước Hàn.
Năm 806 TCN, Chu Tuyên vương phong em là Hữu ở đất Trịnh (nay là phía Đông Thiểm Tây), kiến lập nước Trịnh., phong cho Trọng Sơn Phủ ở đất Phiền (nay là đông nam Tây An), tức nước Phiền (樊).

## Can thiệp nước Lỗ
Năm 816 TCN, quốc chủ nước Lỗ là Lỗ Vũ công cùng hai con là Cơ Quát và Cơ Huy vào triều kiến Chu Tuyên vương. Tuyên vương đánh giá cao Cơ Huy và ép Lỗ công lập Huy làm Thế tử. Trọng Sơn Phủ khuyên ông không nên can thiệp và bỏ trưởng lập ấu nhưng Tuyên vương không nghe. Lỗ Vũ công theo lời Tuyên vương bỏ Quát lấy Huy làm Thế tử. Sau đó không lâu, Lỗ Vũ công trở về nước rồi bệnh chết, Cơ Huy lên làm quốc chủ tức Lỗ Ý công, điều đó làm con Cơ Quát là Bá Ngự bất mãn.
Mười năm sau, Bá Ngự giết Ý công rồi cướp ngôi. Chu Tuyên vương nghe tin vô cùng tức giận, năm 796 TCN ông đem quân can thiệp, giết Bá Ngự rồi lập em Lỗ Ý công là công tử Xứng làm vua (Lỗ Hiếu công), từ đó nước Lỗ mới ổn định. Cũng bởi việc này đã làm cho chư hầu không còn tôn trọng Thiên tử nữa.

## Giết công thần
Năm 785 TCN, Chu Tuyên vương giết đại phu Đỗ Bá. Theo Thái Bình nhiễm ký (太平广记), Chu Tuyên vương sủng ái Nữ Cưu (女鸠), người tính tình lẳng lơ, giở trò bẫy tình Đỗ Bá. Đỗ Bá không theo, Nữ Cưu bèn gièm pha Đỗ Bá với Tuyên vương. Tuyên vương nghe theo, nhưng sau đó Tả Nho khuyên can nên ông chỉ đày Đỗ Bá đến Vu Tiêu (nay thuộc Hà Nam), sau sai người ám sát.
Con Đỗ Bá là Thấp Thúc trốn sang nước Tấn, trở thành thủy tổ Phạm Thị, một trong Tấn quốc lục khanh sau này.

## Chiến tranh với Khuyển, Nhung
Năm 824 TCN, Tuyên vương sai Tần Trọng đem quân đánh Nhung, năm 822 TCN, Tần Trọng bị Tây Nhung giết, Tuyên vương triệu con Tần Trọng là Doanh Kì, cấp 7000 quân đánh Nhung, kết quả Tây Nhung thất bại. Tuyên vương phong Doanh Kì làm Tây Thùy đại phu, phong cho đất cũ của Đại Lạc, đó là cơ sở cho sự hình thành của nước Tần.
Năm 805 TCN, Tấn Mục hầu nghe lệnh ông, đem quân đánh Nhung, năm 802 TCN, thắng quân Nhung ở Thiêm Mẫu (nay thuộc Sơn Tây).
Hằng năm, thiên tử thường tới Thiên Mẫu làm lễ tịch điền, nhưng Tuyên vương bỏ không làm. Quắc Văn công khuyên Tuyên vương không nên bỏ lệ nhưng vua không nghe theo.
Năm 797 TCN, Tuyên vương đánh Thái Nguyên, giành chiến thắng. Tuy nhiên năm 792 TCN, lại thất bại trước quân Nhung.
Năm 789 TCN, quân hai tộc Khuyển, Nhung vào đánh nhà Chu. Chu Tuyên vương mang quân ra đón đánh địch. Hai bên giao chiến ở đất Thiên Mẫu, Tuyên Vương bị bại trận, cánh quân miền nam bị đánh thương vong, tan rã.
Chu Tuyên vương muốn mộ dân ở Thái Nguyên để bổ sung cho cánh quân bị mất. Trọng Sơn Phủ khuyên ông không nên động binh gây chiến nữa để yên dân nhưng Tuyên vương không nghe.

## Qua đời
Năm 782 TCN, Chu Tuyên vương chưa kịp đánh báo thù Khuyển Nhung thì qua đời. Ông ở ngôi tất cả 46 năm.
Thái tử Cung Tinh lên nối ngôi, tức là Chu U vương. Triều đại nhà Chu đến đây thì diệt vong.

## Nhận định
Hạ Nguyên Cát có nhận xét về ông như sau: Chu Tuyên vương bình Hoài Di, Đường Thái Tông cầm Hiệt Lợi, đương thời giảm hình phạt".
Trâu Y cũng có nhận xét rằng: "Hạ có Thiếu Khang, Thương có Vũ Đinh, Chu có Tuyên vương, Hán có Thế Tổ, Đường có Túc Tông, lúc trong nước có loạn, đã dẹp trừ được, trung hưng Triều đại, lập lại thái miếu, cho dân an viễn".
Tuy nhiên, có cũng có số ý kiến chê trách ông đối ngoại dùng binh mà thất bại liên miên, lạm sát đại thần. Hoàng Quỳnh thời Hán chê Tuyên vương:"Chu Tuyên vương không cày tịch điền ở Thiên Mẫu, Quắc Văn công khuyên mà không nghe, lại quân Nhung dấy loạn, tổn hại đến thanh danh của Tuyên vương trung hưng".

## Trong Đông Chu liệt quốc
Chu Tuyên vương xuất hiện trong hồi 1 của Đông Chu liệt quốc. Sự nghiệp của ông không được mô tả chính xác trong tiểu thuyết của Phùng Mộng Long.
Theo đó, cuối thời Tuyên vương, có đứa trẻ hát bài ca:"nguyệt tương thăng, nhật tương một, tang cung ki đại, kỉ vong Chu quốc". Chu Tuyên vương ra lệnh cả nước nghiêm cấm dùng tang cung, giao cho Đỗ Bá điều tra. Sau đó Đỗ Bá điều tra không được bị ông giết, Tả Nho can ngăn nhưng Tuyên vương cũng không nghe. Tả Nho về nhà tự tử. Sau đó lúc Tuyên vương đi săn, Đỗ Bá, Tả Nho hiện về bắn ông, Tuyên vương hoảng sợ lâm bệnh qua đời.